# Antonia Dell'Atte
Antonia Teodora dell'Atte Felle (Ostuni, Bríndisi, 9 de febrer de 1960) és una exmodel i presentadora italiana.

## Biografia
Antonia dell'Atte és una exmodel i musa de Giorgio Armani. Va treballar al costat del famós estilista italià en tres campanyes seguides: 1984/1985, 1985/1986, 1986/1987. El 1987 va deixar de treballar com a model en conèixer a Alessandro Lecquio, amb el qual va estar casada civilment de 1987 a 1991 i va tenir un fill, Clemente Lorenzo Lecquio di Assaba, nascut a Torí el 2 d'abril de 1988.
Dell'Atte resideix a Espanya des de 1990, quan van traslladar Alessandro Lecquio, que era llavors executiu de la Fiat.
El 1993 participa en el vídeo de la cançó Caffè de la Paix de Franco Battiato.
La temporada 1998-1999, va copresentar el programa ¿Qué apostamos? de TVE al costat de Ramón García, que abans havia estat presentat per Ana García Obregón.
El 2000 Dell'Atte va tornar a ser la imatge d'Armani per a la mostra organitzada en honor de l'estilista en els Museus Guggenheim. En aquest any, també va publicar el seu primer disc, He comprado un hombre en el mercado.
El 2006 va participar com un dels membres del jurat de la versió espanyola del programa Supermodelo.
Durant el mes de juliol de 2014, Dell´Atte realitza la seva primera aparició en els mitjans després d'un perllongat temps sense fer-ho, concedint una entrevista per la revista Pasarela de Asfalto, Luxury Edition i protagonitzant la portada de la mateixa al costat del seu amic Víctor Cucart. Davant el gran èxit obtingut, la publicació es va veure obligada a engegar les rotatives per difondre una segona edició que va obtenir el mateix èxit.
El 2018 torna a la televisió a la Gourmet Edition del programa Ven a cenar conmigo en Cuatro per exercir d'amfitriona i alhora ser comensal d'Alba Carrillo, Fructuoso "Fortu" Sánchez i Óscar Martínez. El 2018 també concursa al famós programa de televisió MasterChef Celebrity.